# Hilaria Kramer
Hilaria Kramer (* 1. Juni 1967 in Frauenfeld) ist eine Schweizer Musikerin (Trompete, Gesang, Komposition) des Modern Jazz.

## Leben und Wirken
Kramer begann mit zehn Jahren Trompete zu spielen. Ab 1983 besuchte sie die Berufsschulabteilung der Jazzschule St. Gallen, wo sie von Benny Bailey und  Art Lande unterrichtet wurde. Anschliessend arbeitete sie vor allem in Italien mit dem Quintett von Claudio  Fasoli, mit Giannantonio de Vincenzo und mit Gianluigi Trovesi. Sie spielte mit Musikern wie Steve Lacy, Enrico Rava, Joe Henderson, Bob Mover, Sal Nistico, Chet Baker oder Sangoma Everett. 1988 nahm Kramer mit eigenem Quartett ihr erstes Album auf, welches im Frühjahr 1989 erschien (Hilaria Kramer Quartet, Unit Records). 1989 holte sie Mathias Rüegg für das Projekt Fe & Males in das Vienna Art Orchestra; 1990 wählte sie die SRG für das Jazzorchester der European Broadcasting Union aus. Im Fernsehprogramm  Ladies in Jazz (auf Rai Uno) begleitete sie 1991 Sängerinnen wie Nina Simone und Carmen McRae. In den nächsten Jahren spielte sie mit Uli Scherer in Wien, nahm Tonträger mit Luca Flores, Marilyn Mazur, David Murray auf und tourte durch Europa. Ihre Diskografie umfasst 18 Alben, eingespielt in verschiedenen Besetzungen und mit verschiedenen Formationen.
Neben akustischen Jazz interessiert sich Kramer auch für elektronische Musik und Multimedia. Sie gründete Formationen wie Half Ciber und Zappatronix . Gemeinsam mit Co Streiff, Béatrice Graf und Karoline Höfler spielt sie im Quartett Ratrabra.
Sie war als Dozentin für die Frauenorganisation Framu in der Schweiz und in Deutschland tätig, arbeitete als Musiklehrerin auch in der Toskana. Von 2005 bis 2010 war sie Vorstandsmitglied des Schweizer Musik Syndikats SMS, des Berufsverbands der Jazz- und Improvisationsszene der Schweiz. Auch war sie bis 2014 die Präsidentin der Tessiner Associazione Musica Improvvisata Ticino.

## Preise und Auszeichnungen
2014 wurde Kramer mit dem Jazzpreis der Fondation Suisa für ihre Leistungen als Musikerin, Komponistin und Bandleaderin und auch für ihre Verdienste für den Schweizer Jazz auf institutioneller Ebene ausgezeichnet.

## Diskographische Hinweise
- Hilaria Kramer Quartet (Unit Records, 1988, mit Lukas Kramer, Piero Leveratto, Alfred Kramer)
- Electric Group (Splasc(h) Records, 1989, mit u. a. Christian Meyer)
- Trigon (Splasc(h) Records, 1990)
- Odyssey on Earth (Unit Records, 2006)
- Do Luar (Unit records, 2008)
- Come Prima ( Ubu Records 2009)
- La suite ( Musiques Suisses 2011, mit Florian Stoffner, Pietro Leveratto, Daniel Humair)